# Путовање на исток
Путовање на исток је кратак роман немачког писца Хермана Хесеа. Први пут је објављен у Немачкој 1932. године. Овај роман је уследио непосредно након Хесеовог највећег међународног успеха са романом Нарцис и Златоусти.

## Радња
Путовање на исток је написан са становишта човека (у књизи званог Х. Х.) који постаје члан Савеза, ванвременске верске секте чији су чланови познати фиктивни и стварни ликови, као што су Платон, Моцарт, Питагора, Паул Кле, Дон Кихот, Мачак у чизмама, Бодлер и скелеџија Васудева, лик из једног од ранијих романа Хесеа, Сидарте. Огранак групе иде на ходочашће на "исток" у потрази за "апсолутном истином“. Наратор говори о путовању кроз различита времена и просторе, преко имагинарних и реалних географских предела.
Иако у почетку забавно и поучно путовање запада у кризу, у дубоком планинском кланцу званом Морбио Инфериоре, када Лео, наизглед једноставан слуга, нестаје, због чега група нагло запада у анксиозност и свађу. Лео је описан као срећан, пријатан, згодан, вољен од стране свих, као особа која зна са животињама - проницљивом читаоцу он изгледа много више од простог слуге, али ходочасници, укључујући и наратора, изгледа да то не примећују. Нити се ико пита зашто је група подељена препирком након Леовог нестанка. Уместо тога, они оптужују Леа да је однео са собом разне предмете који се чине да недостају (а који се касније појављују), а које ходочасници сматрају веома важним (касније се испоставља да нису тако важни). Они га на крају криве и за распад групе и неуспех путовања.
Годинама касније приповедач покушава да напише причу о путовању, иако је изгубио контакт са групом и верује да Савез више не постоји. Али он није је у стању да сложи све коцкице те приче; цео његов живот је потонуо у очају и разочарењу због неуспеха ствари која му је била најважнија, чак је продао и виолину на којој је некада музицирао групи у току путовања. Коначно, на савет пријатеља, он проналази слугу Леа и, пошто не успева да поново успостави контакт са њим, нити буде препознат од стране њега када га сусреће на клупи у парку, пише му дуго, страствено писмо "незадовољства, кајања и преклињања" и шаље му га те исте ноћи. 
Следећег јутра Лео се појављује у кући наратора и саопштава му да мора да се појави пред Високим престолом да би му било суђено од стране званичника Савеза. Испоставља се (на изненађење наратора) да је Лео, наизглед једноставни слуга, заправо председник Савеза, а да је криза у Морбио Инфериореу била тест вере који су приповедач и његови сапутници пали прилично тужно. Х. Х. открива да је његова "ненормалност" и време проведено у очају био део његовог суђења. Дозвољено му је да се врати Савезу ако успе да прође нове тестове вере и послушности. Шта он бира и коначни расплет је потез типичног Хесеовог источњачког мистицизма.